# Hipparchia alcyone
Hipparchia alcyone là một loài bướm thuộc họ Nymphalidae. Loài này được tìm thấy ở Trung Âu, Nam Âu, Đông Âu, Bắc Phi, Anatolia và the Kavkaz.
Sải cánh dài 27–34 mm. The butterflies fly từ tháng 6 đến tháng 9.
Ấu trùng ăn various types of grass.

## Hình ảnh

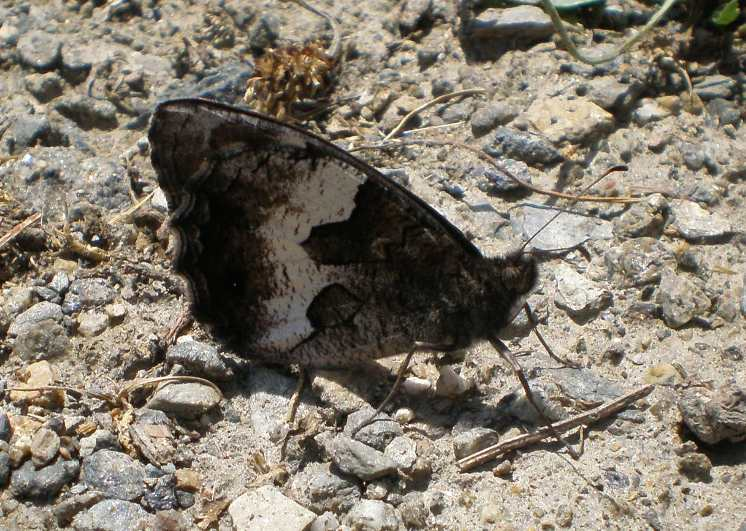
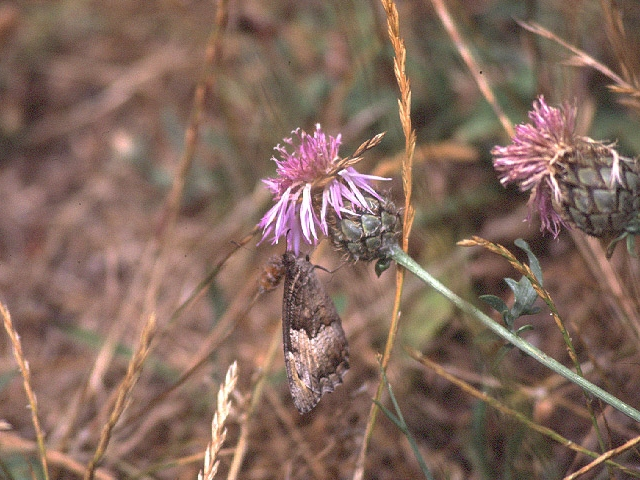